# 디에고 칼보
디에고 게라르도 칼보 폰세카(스페인어: Diego Gerardo Calvo Fonseca, 1991년 3월 25일 ~ )는 코스타리카의 축구 선수이다. CF 인테르시티와 코스타리카 축구 국가대표팀에서 뛰고 있다.